# نشنال ریویو
نشنال ریویو (انگلیسی: National Review) نشریه‌ایست که ماهی دوبار منتشر می‌شود و توسط ویلیام باکلی، جونیر، در سال ۱۹۵۵ تأسیس شده و مقر آن در نیویورک است. این مجله خود را اثرگذارترین و پرخواننده‌ترین مجله و وبسایت آمریکایی در خصوص اخبار، نظرات و گزارش‌های محافظه‌کاری در ایالات متحده توصیف می‌کند.
گرچه نسخهٔ چاپی مجله به صورت آنلاین در دسترس مشترکین است، محتوای رایگان روی وبسایت اساساً نشریه‌ای جداگانه است و جهت تحریریهٔ متفاوتی دارد.

## تأیید مقدماتی نامزدهای ریاست جمهوری
نشنال ریویو گاهی در موسم انتخابات‌های مقدماتی از نامزدها حمایت می‌کند. ویراستاران نشنال ریویو گفته‌اند «اصل راهنمای ما همواره برگزیدن محافظه کارترین کاندیدای قابل انتخاب بوده است.» این اظهارنظر بازتابی است از آنچه برخی از آن به «قاعدهٔ باکلی» یاد می‌کنند. باکلی در مصاحبه‌ای در سال ۱۹۶۷ که در آن از او در خصوص گزینش نامزدهای ریاست جمهوری سؤال شده بود گفت: «معقولترین گزینه کسی خواهد بود که ببرد… من حامی درست‌ترین، محتملترین کاندیدایی هستم که بتواند ببرد.»
این نامزدهای ریاست جمهوری به طور رسمی مورد حمایت نشنال ریویو قرار گرفته‌اند:
| - ۱۹۵۶: دوایت آیزنهاور - ۱۹۶۰: بدون حمایت - ۱۹۶۴: بری گلدواتر - ۱۹۶۸: ریچارد نیکسون - ۱۹۷۲: جان ام. اشبروک - ۱۹۷۶: رونالد ریگان - ۱۹۸۰: رونالد ریگان - ۱۹۸۴: رونالد ریگان - ۱۹۸۸: جرج هربرت واکر بوش - ۱۹۹۲ - ۱۹۹۶ - ۲۰۰۰: جرج دبلیو بوش - ۲۰۰۴: جرج دبلیو بوش - ۲۰۰۸: میت رامنی - ۲۰۱۲: بدون حمایت - ۲۰۱۶: تد کروز |

## سردبیران و همکاران

### همکاران سرشناس کنونی
- مایکل لدین
- ّجونا گولدبرگ
- تامس سول
- جیم تلنت
- جرج ویل

### سردبیران واشینگتن
- جرج ویل
- جان مک‌لافلین